# Bilateral (Album)
Bilateral ist das zweite Studioalbum der norwegischen Progressive-Metal-Band Leprous. Es erschien im August 2011 bei InsideOut Music.

## Entstehung und Veröffentlichung
Dem Debütalbum Tall Poppy Syndrome folgten Konzerte mit Ihsahn, Opeth, Pagan’s Mind und Therion. Das zweite Album wurde im Frühjahr 2011 aufgenommen. Ihsahn war als Gastsänger beteiligt, Vegard Sandbukt spielte die Trompete ein. Bilateral wurde von Jens Bogren in den Fascination Street Studios abgemischt und gemastert.

## Titelliste
1. Bilateral – 4:00
2. Forced Entry – 10:20
3. Restless – 3:30
4. Thorn – 5:47
5. Mb. Indifferentia – 6:33
6. Waste of Air – 5:32
7. Mediocrity Wins – 6:07
8. Cryptogenic Desires – 2:45
9. Acquired Taste – 5:13
10. Painful Detour – 8:18

## Stil
Leprous spielen auf dem Album abwechslungsreichen Progressive Metal mit Einflüssen aus dem Alternative Metal. Es gibt außerdem „funkige Momente, Reminiszenzen an den klassischen, rhythmisch geprägten Prog, AOR, psychedelische Klänge, vertrackte Passagen, wunderbare Melodien, massiges Geriffe und schnelle, komplizierte Staccatopassagen“. Der Gesang ist melodisch, meist hoch und vereinzelt kreischend. Gelegentlich werden Vergleiche zu Porcupine Tree, Pain of Salvation, Opeth, Mr. Bungle und King Crimson gezogen.

## Rezeption
Das Album wurde von der Presse positiv aufgenommen. Tobias Blum vom Rock Hard lobt: „Die Norweger beherrschen ein gewaltiges Repertoire und klingen doch stets fokussiert und zugänglich.“ Für Peter Kubaschk von powermetal.de ist Bilateral „trotz der ein oder anderen Reminiszenz ein absolut eigenständiges, eigenwilliges und einzigartiges Album“, auch Thomas Kohlruß von den Babyblauen Seiten findet es „trotz seiner Stilvielfalt nicht zerrissen, bemüht oder gestückelt […], nein das Album schwebt förmlich locker, fröhlich, frisch, wie aus einem Guss aus den Boxen. Leprous befreien sich, in dem sie keinem Klischee huldigen (aber manche davon geschickt benutzen), sondern einfach originelle Musik aus den Einflüssen, die ihnen Spaß machen destillieren.“ Das eclipsed-Magazin nahm Bilateral in seine Liste der Progmetal-Meilensteine auf.